# Zoey et son incroyable playlist
Zoey et son incroyable playlist (Zoey's Extraordinary Playlist) est une série télévisée musicale américaine en 25 épisodes de 42 minutes créée par Austin Winsberg et diffusée entre le 7 janvier 2020 et le 16 mai 2021 sur le réseau NBC, et la première saison en simultané sur le réseau CTV au Canada.
Un téléfilm spécial de Noël intitulé Zoey's Extraordinary Christmas a été mis en ligne le 1er décembre 2021 sur The Roku Channel (en).
La série met en scène les émotions et relations de ses personnages par le biais de performances musicales.
Cette série est diffusée en France, en Suisse et en Belgique depuis le 19 mai 2020 sur Warner TV, et au Québec depuis le 20 août 2020 sur le service Club Illico.

## Distribution

### Acteurs principaux
- Jane Levy (VF : Karine Foviau) : Zoey Clarke
- Skylar Astin (VF : Fabrice Fara) : Max
- Alex Newell (VF : Diouc Koma) : Mo
- John Clarence Stewart (en) (VF : Jean-Michel Vaubien) : Simon
- Mary Steenburgen (VF : Monique Nevers) : Maggie Clarke, mère de Zoey
- Michael Thomas Grant (VF : Gabriel Bismuth-Bienaimé) : Leif (récurrent saison 1)
- Kapil Talwalkar (VF : Erwan Zamor) : Tobin (récurrent saison 1)
- Andrew Leeds (VF : Constantin Pappas) : David Clarke (récurrent saison 1)
- Alice Lee (VF : Laëtitia Godès) : Emily (récurrent saison 1)

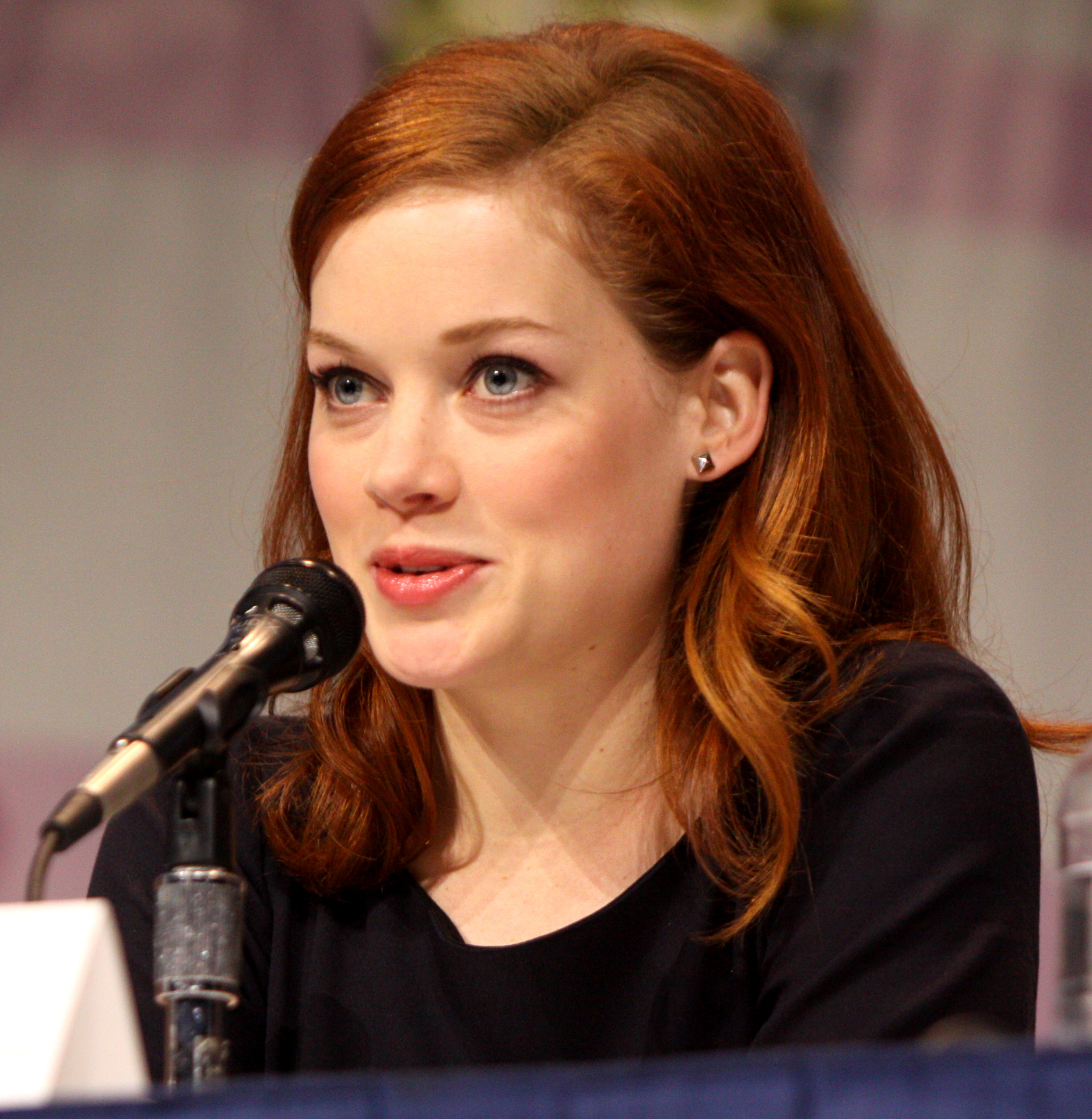
Jane Levy interprète Zoey Clarke.
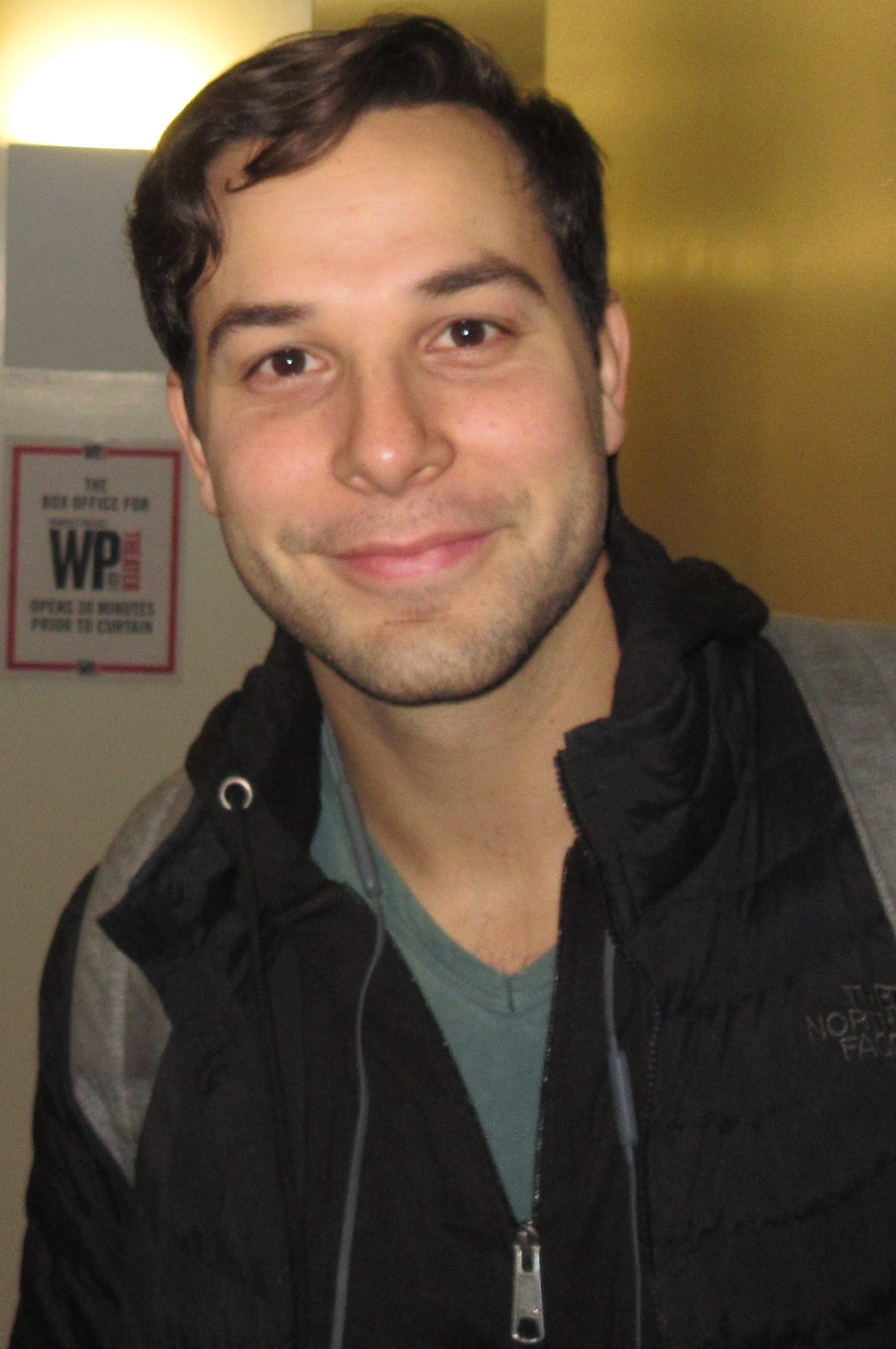
Skylar Astin interprète Max.
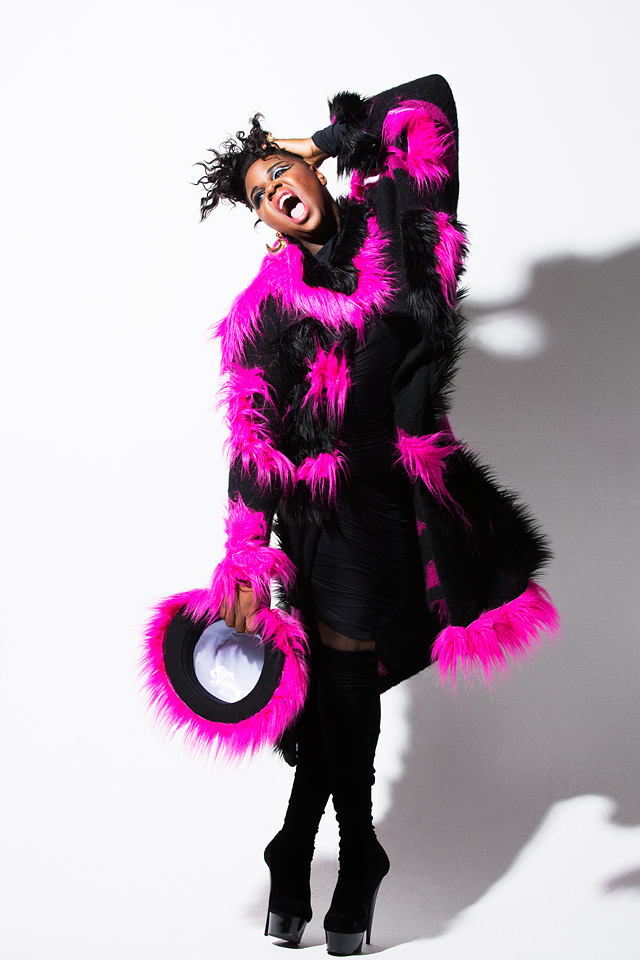
Alex Newell interprète Mo.
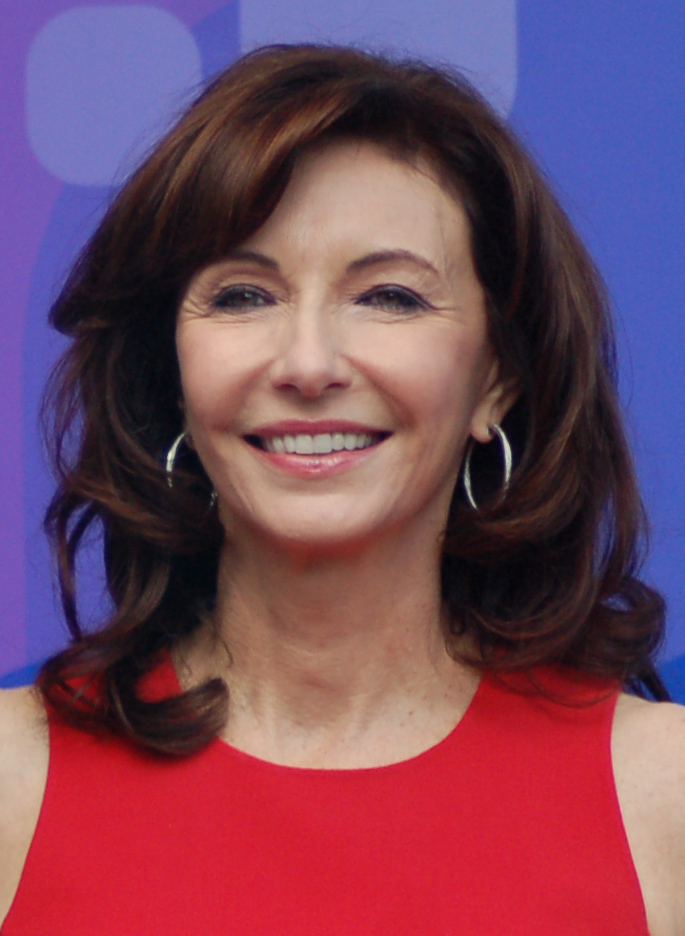
Mary Steenburgen interprète Maggie Clarke.
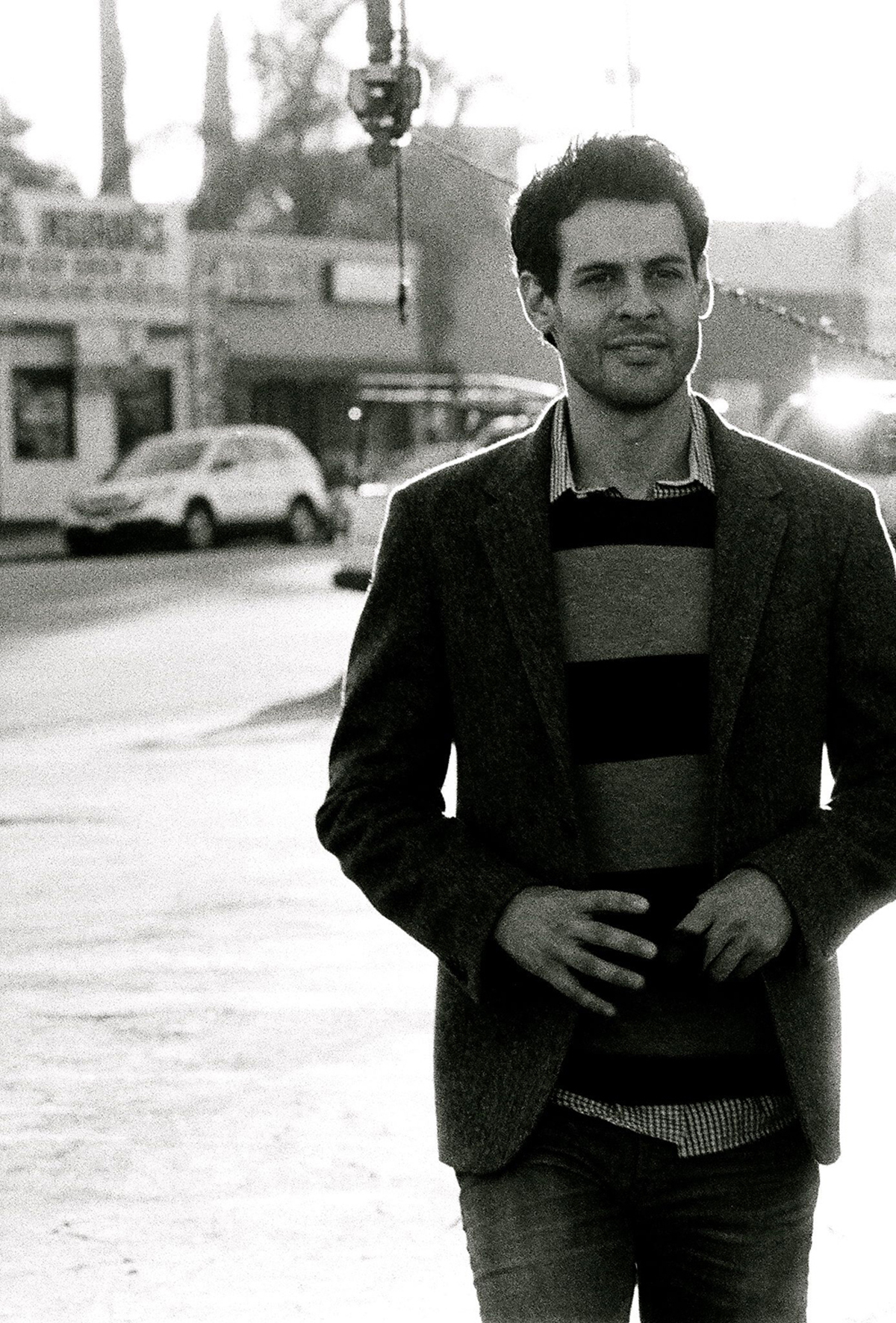
Andrew Leeds interprète David Clarke.

### Anciens acteurs principaux
- Peter Gallagher (VF : Jean-Pascal Quilichini) : Mitch Clarke, père de Zoey (saison 1)
- Lauren Graham (VF : Cléo Anton) : Joan, patronne de Zoey (saison 1, invitée saison 2)

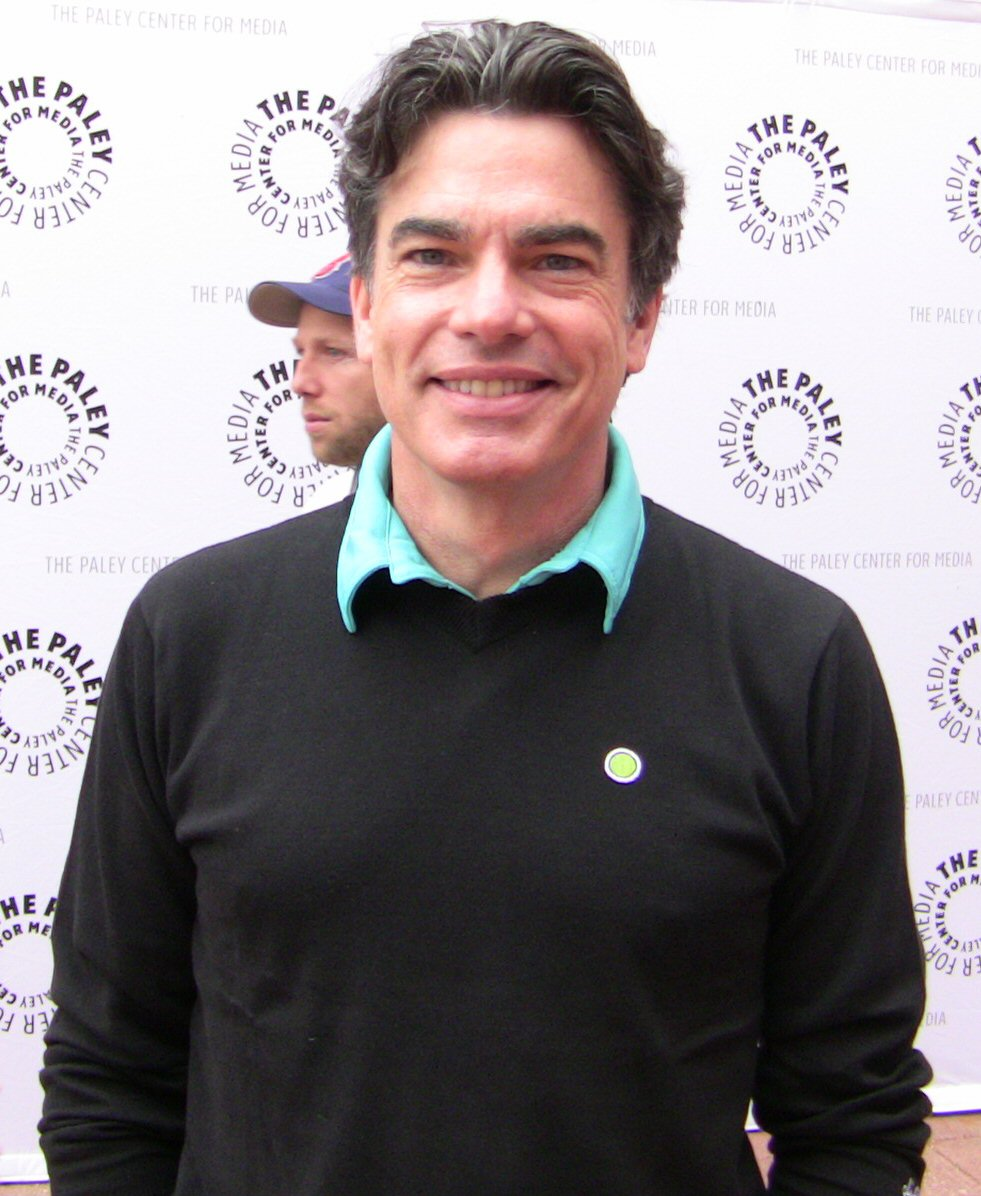
Peter Gallagher interprète Mitch Clarke.
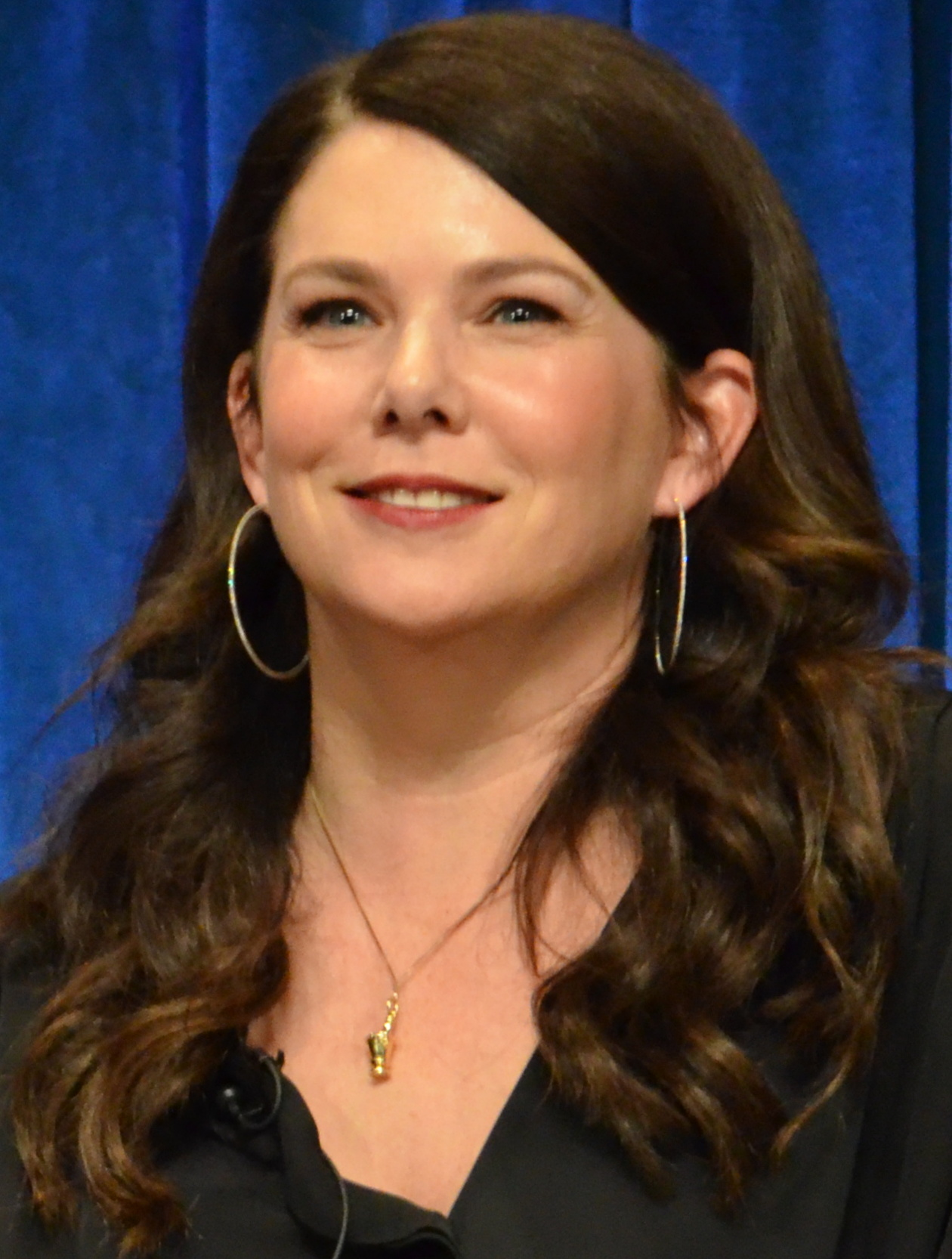
Lauren Graham interprète Joan.

### Acteurs secondaires
- Stephanie Styles (en) (VF : Marie Nonnenmacher) : Autumn (saison 1)
- India de Beaufort (VF : Nayéli Forest) : Jessica (saison 1)
- Noah Weisberg (VF : Stéphane Ronchewski) : Danny Michael Davis (saisons 1-2)
- Patrick Ortiz : Eddie (saison 1)
- Zak Orth (VF : Igor Chometowski) : Howie (saison 1)
- Renée Elise Goldsberry (VF : Aurélie Konaté) : Ava Price (saison 1)
- Hiro Kanagawa (VF : Stéphane Miquel) : Dr Hamara (saison 1)
- Harvey Guillén (VF : Frédéric Bard) : George[6] (saison 2)
- Jee Young Han (VF : Léovanie Raud) : Jenna Kang (saison 2)
- Morgan Taylor Campbell : McKenzie (saison 2)
- Alvina August (VF : Corinne Wellong) : Tatiana Morris (saison 2)
- Felix Mallard (VF : Simon Herlin) : Aiden (saison 2)
- Katie Findlay (VF : Marie Bouvet) : Rose (saison 2)
- David St. Louis (VF : Daniel Lobé) : Perry (saison 2)
- Bernadette Peters (VF : Sophie Riffont) : Deb (saison 2)
- Oscar Nuñez (VF : Michel Dodane) : Dr Tesoro (saison 2)

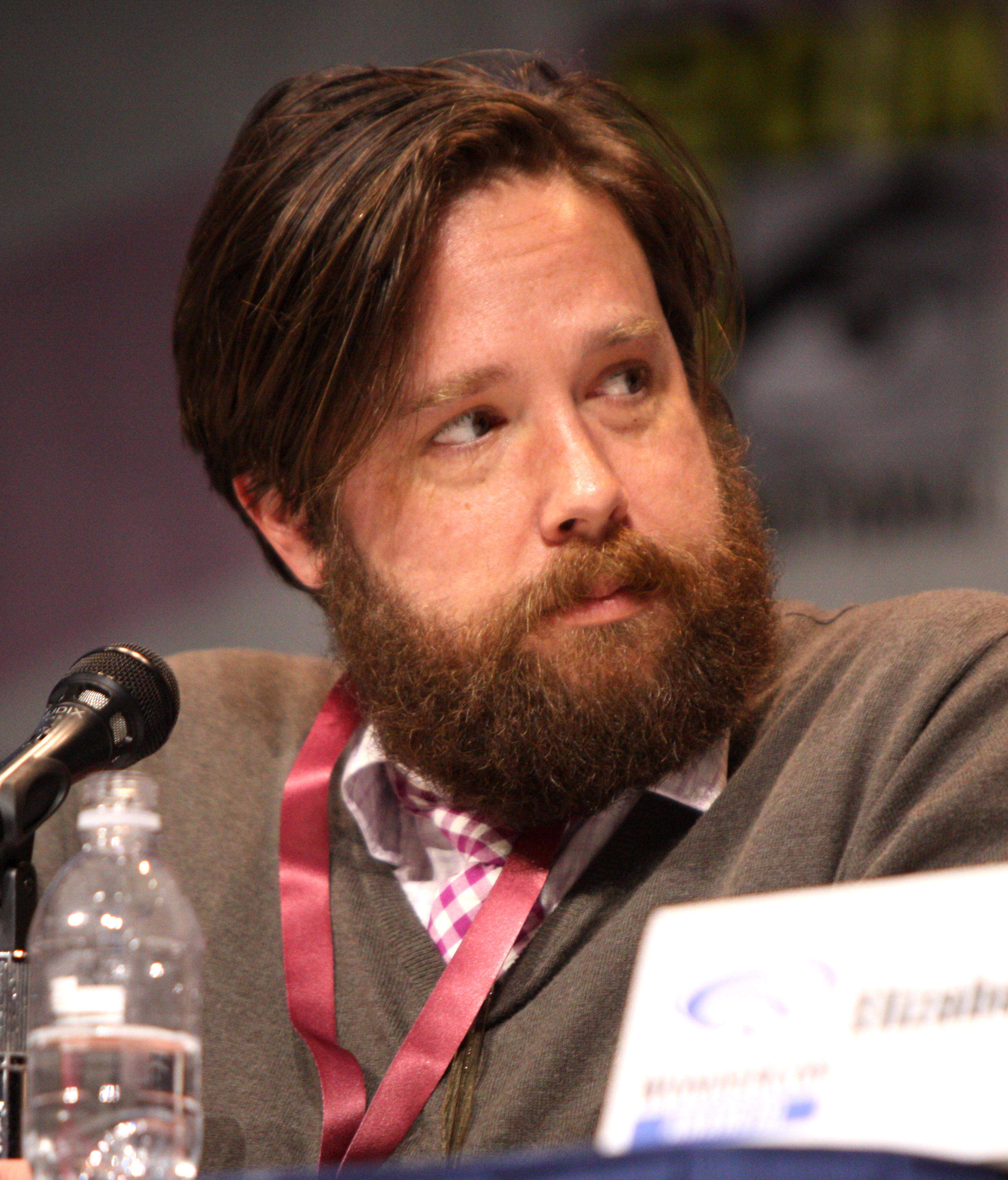
Zak Orth interprète Howie.
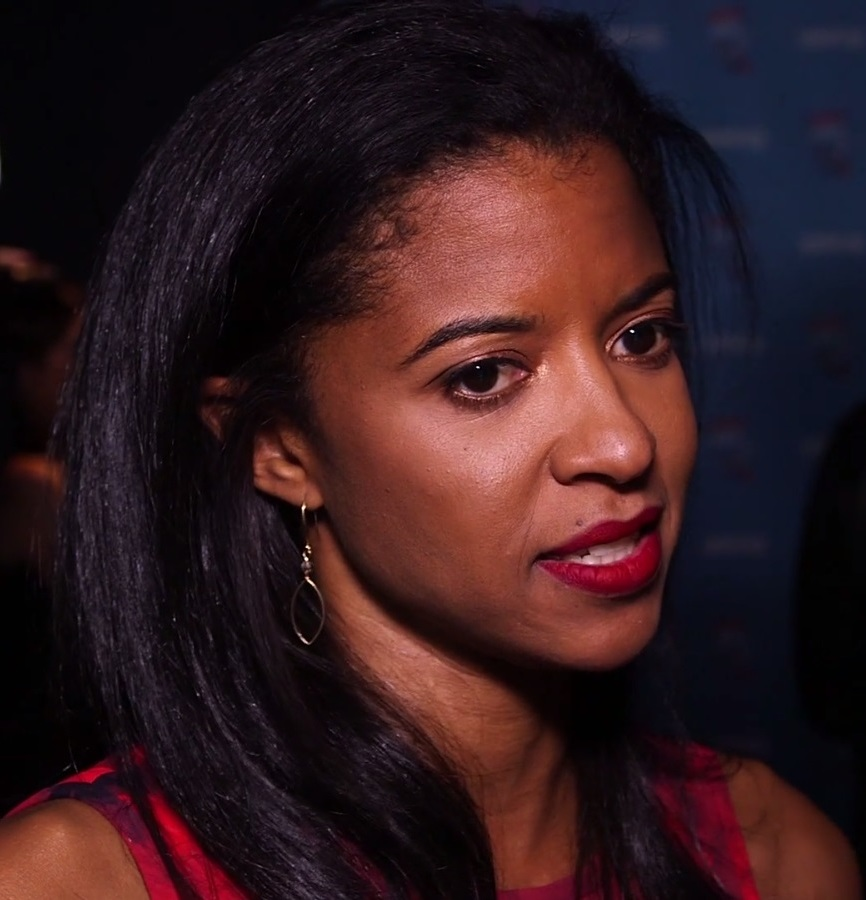
Renée Elise Goldsberry interprète Ava Price.

## Production
Le 11 juin 2020, NBC a renouvelé la série pour une deuxième saison. La production a repris en septembre à Vancouver et promu Andrew Leeds, Alice Lee, Michael Thomas Grant et Kapil Talwalkar à la distribution principale.
Le 29 octobre 2020, NBC annonce l'arrivée de Jee Young Han et Felix Mallard en tant que personnages récurrents pour la saison 2.
En raison du chamboulement des horaires de tournage causé par la Pandémie de Covid-19, Lauren Graham étant engagée sur le plateau de la série Les Petits Champions : Game Changers (The Mighty Ducks: Game Changers) pour Disney+, n'a pu se libérer pour reprendre son rôle dans Zoey.
À la mi-mai 2021, NBC considère déplacer la série sur son service à la demande Peacock. Le mois suivant, les négociations échouent et la série est annulée, les producteurs cherchent un nouveau diffuseur. En septembre, un téléfilm de Noël est officiellement commandé par Roku, avec la possibilité de commander d'autres épisodes.

## Épisodes

### Première saison (2020)
1. Tremblement de Terre (Pilot)
2. J'ai la musique dans la peau (Zoey's Extraordinary Best Friend)
3. L'Extraordinaire Boss de Zoey (Zoey's Extraordinary Boss)
4. L'Extraordinaire Voisine de Zoey (Zoey's Extraordinary Neighbor)
5. L'Extraordinaire Échec de Zoey (Zoey's Extraordinary Failure)
6. L'Extraordinaire Nuit de Zoey (Zoey's Extraordinary Night Out)
7. L'Extraordinaire Confession de Zoey (Zoey's Extraordinary Confession)
8. L'Extraordinaire Bug de Zoey (Zoey's Extraordinary Glitch)
9. L'Extraordinaire Silence de Zoey (Zoey's Extraordinary Silence)
10. L'Extraordinaire crise de nerfs de Zoey (Zoey's Extraordinary Outburst)
11. L'Extraordinaire maman de Zoey (Zoey's Extraordinary Mother)
12. L'Extraordinaire papa de Zoey (Zoey's Extraordinary Dad)

### Deuxième saison (2021)
Elle est diffusée depuis le 5 janvier 2021 sur NBC. Après six épisodes, elle prend une pause et retourne dans sa case initiale du dimanche à partir du 28 mars.
1. Zoey's Extraordinary Return
2. Zoey's Extraordinary Distraction
3. Zoey's Extraordinary Dreams
4. Zoey's Extraordinary Employee
5. Zoey's Extraordinary Trip
6. Zoey's Extraordinary Reckoning
7. Zoey's Extraordinary Memory
8. Zoey's Extraordinary Birthday
9. Zoey's Extraordinary Mystery
10. Zoey's Extraordinary Girls' Night
11. Zoey's Extraordinary Double Date
12. Zoey's Extraordinary Session
13. Zoey's Extraordinary Goodbye

### Téléfilm (2021)
1. Zoey's Extraordinary Christmas (1er décembre 2021 sur Roku)[16]

## Distinction

### Nomination
- Golden Globes 2021 : Meilleure actrice dans une série musicale ou comique pour Jane Levy